# أوغسطين مارتن
أوغسطين مارتن (بالإنجليزية: Augustine Martin)‏ هو ناقد أدبي وسياسي أيرلندي، ولد في 13 نوفمبر 1935، وتوفي في 16 أكتوبر 1995. انتخب عضو مجلس الشيوخ من أيرلندا عن دائرة National University of Ireland (constituency) ‏ وقد انضم خلال فترته النيابية ‏ (1 يونيو 1973 – 22 يونيو 1977)  للكتلة البرلمانية مستقل وانتخب عضو مجلس الشيوخ من أيرلندا عن دائرة National University of Ireland (constituency) ‏ وقد انضم خلال فترته النيابية ‏ (27 أكتوبر 1977 – 16 يوليو 1981)  للكتلة البرلمانية مستقل.